# Bandeira do Governo de Macau

Bandeira do Governo de Macau.

A Bandeira do Governo de Macau, como o nome indica, representava o Governo de Macau até 1999, ano em que terminou a administração portuguesa de Macau. Ela não era muito usada para representar internacionalmente o Território de Macau, sendo muitas vezes utilizada a Bandeira de Portugal e/ou a Bandeira do Leal Senado para esse fim. Aliás, durante a cerimónia de transferência de soberania de Macau para a República Popular da China, foi utilizada a Bandeira do Leal Senado, juntamente com a Bandeira de Portugal, para representar pela última vez o Território de Macau. Após a transferência, a Bandeira do Governo de Macau e a Bandeira do Leal Senado foram substituídas pela Bandeira da Região Administrativa Especial de Macau.

## Descrição e História
Esta bandeira ostenta em fundo azul celeste o brasão de armas do Território de Macau, que eram: à esquerda, cinco escudetes de cor azul, postos em cruz e carregados cada um com cinco besantes de prata em aspa; à direita, de azul, um dragão chinês pintado de ouro e com língua vermelha, armado com um dos escudetes representados à direita das Armas; em ponta, de prata, cinco ondas de cor verde.
Em baixo das Armas, encontra-se um listel branco com a expressão: "GOVERNO DE MACAU". Este brasão foi criado em 1935, quando Portugal decidiu criar para cada colónia portuguesa um novo brasão próprio. Macau foi o único território português a manter o uso deste brasão após 1975, ano da descolonização da grande maioria das províncias ultramarinas de Portugal. 
Apenas houve pequenas modificações no listel branco: antes de 1951, estava escrito a expressão "COLÓNIA PORTUGUESA DE MACAU"; antes de 1975, a expressão "PROVÍN. PORTUGUESA DE MACAU"; e até 1999, a expressão "GOVERNO DE MACAU".

Bandeira proposta em 1967 para a província ultramarina portuguesa de Macau, mas nunca foi adoptada.

Apesar de esta bandeira representar o Governo (português) de Macau e conter o brasão oficial que representou o Território de Macau, ela não é a bandeira oficial da colónia portuguesa de Macau (ou do Território de Macau). Aliás, a Macau portuguesa, apesar de ter um brasão oficial próprio, nunca teve uma bandeira oficial própria, usando sempre oficialmente a Bandeira de Portugal e muitas vezes oficiosamente a Bandeira do Leal Senado para a representar. Em 1967, Portugal propôs criar para cada província ultramarina uma bandeira própria, mas estas bandeiras nunca foram adoptadas ou usadas.